# Dion and the Belmonts
Dion and the Belmonts est un groupe américain de doo-wop basé au Bronx, à New York. Le groupe nait lorsque Dion DiMucci rejoint Les Belmonts - Carlo Mastrangelo, Freddie Milano, et Angelo D'Aleo - fin 1957.

## Historique
Après un premier single sans succès, le groupe signe avec Laurie Records. Ils percent lorsque I Wonder Why se classe # 22 des ventes aux États-Unis, et le groupe apparait pour la première fois dans le show télévisé Dick Clark TV show. Ils suivent l'exemple de ce succès avec No One Knows (# 19) et Don’t Pity Me (# 40).
Ce succès vaut à Dion and the Belmonts leur première tournée majeure fin 1958, avec the Coasters, Buddy Holly et Bobby Darin, suivie par la tournée Winter Dance Party avec Holly, Ritchie Valens et the Big Bopper. Le 2 février 1959, après avoir joué à Clear Lake, Dion estima qu'il ne pouvait pas se payer les 36$ pour le vol à destination de la prochaine étape du tour. L'avion s'écrasa, et Holly et les autres stars périrent. Cependant, la tournée continua, avec Bobby Vee ajouté à la liste des artistes.
En mars 1959, le single suivant de Dion and the Belmonts sort, A Teenager In Love, réalisant le # 5 des ventes pop aux États-Unis et # 28 au Royaume-Uni, et fut suivi d'un album, Presenting Dion & the Belmonts. Leur plus grand tube, Where or When, sort en novembre 1959, et atteint le # 3 des ventes aux États-Unis.
Cependant, au début 1960, Dion fit un examen à l'hôpital pour dépendance à l'héroïne, un problème qu'il avait déjà depuis son adolescence. Les autres singles sortis cette année rencontrèrent moins de succès, où il y eut des conflits financiers et musicaux entre Dion et les membres des Belmonts, puis en octobre 1960 Dion décida de quitter le groupe pour une carrière solo. Les Belmonts continuèrent également de sortir des disques, mais avec moins de succès.
Le groupe se réunit en 1966 pour un album sans succès Together Again chez ABC Records, et de nouveau en 1972 pour un spectacle d'un soir au Madison Square Garden, enregistré et sorti en album live.

## Albums
Dion and the Belmonts sortit deux albums durant leur apogée :
- Presenting Dion & The Belmonts (1959)
- Wish Upon a Star (1960)

Il y eut plus tard des compilations, certaines contenant séparément des titres des Belmonts, des titres de Dion, et des titres de Dion and The Belmonts. Les deux albums originaux de Dion and The Belmonts étant les plus compilés.
Dion and the Belmonts apparurent aussi ensemble dans :
- Together Again (1966)
- Reunion : Live At Madison Square Garden (enregistré en 1972, sorti en 1973)

## Singles
| Année     | Single                                          | Label US    | Ventes US | Ventes UK |
| --------- | ----------------------------------------------- | ----------- | --------- | --------- |
| Oct 1957  | "We Went Away" / "Tag Along"                    | Mohawk 105  | -         | -         |
| Avr 1958  | "I Wonder Why" / "Teen Angel"                   | Laurie 3013 | 22        | -         |
| Août 1958 | "No One Knows" / "I Can't Go On (Rosalie)"      | Laurie 3015 | 19        | -         |
| Déc 1958  | "Don't Pity Me" / "Just You"                    | Laurie 3021 | 40        | -         |
| Mar 1959  | "A Teenager In Love" / "I've Cried Before"      | Laurie 3027 | 5         | 28        |
| Août 1959 | "Every Little Thing I Do" / "A Lover's Prayer"  | Laurie 3035 | 48        | -         |
| Nov 1959  | "Where Or When" / "That's My Desire"            | Laurie 3044 | 3         | -         |
| Avr 1960  | "When You Wish Upon A Star" / "Wonderful Girl"  | Laurie 3052 | 30        | -         |
| Juin 1960 | "In The Still Of The Night" / "A Funny Feeling" | Laurie 3059 | 38        | -         |
| Oct 1966  | "My Girl The Month Of May" / "Berimbau"         | ABC 10868   | -         | -         |
| Jan 1967  | "Movin' Man" / "For Bobbie"                     | ABC 10896   | -         | -         |